# Silber(I)-fluorid
Silber(I)-fluorid ist das Silbersalz der Flusssäure (Fluorwasserstoffsäure). Im Gegensatz zu den anderen Halogeniden des Silbers ist es weniger lichtempfindlich, sehr gut in Wasser löslich und hygroskopisch.

## Gewinnung und Darstellung
Das Silber(I)-fluorid kann sowohl aus den Elementen Silber und Fluor als auch aus Silber(I,III)-oxid (AgO), Silber(I)-oxid (Ag2O) und Silber(I)-carbonat (Ag2CO3) jeweils mit Fluorwasserstoff erhalten werden:
{\displaystyle \mathrm {Ag_{2}O+2\ HF\longrightarrow 2AgF+H_{2}O} }
 Silber(I)-oxid reagiert mit Fluorwasserstoff zu Silber(I)-fluorid und  Wasser.

## Eigenschaften
Wie Silberchlorid und  Silberbromid kristallisiert auch Silber(I)-fluorid in der kubischen NaCl-Struktur. Im Gegensatz zu den anderen Silberhalogeniden kann AgF aus wässrigen Lösungen als verschiedene Hydrate kristallisieren (AgF · H2O, AgF · 2 H2O und AgF · 4 H2O). Mit überschüssiger Fluorwasserstoffsäure bilden sich AgF · HF und AgF · 3 HF. In einem Liter Wasser lösen sich bei Raumtemperatur (25 °C) 1,8 kg AgF, wobei Silber(I)-fluorid in Silber- und Fluoridionen dissoziiert:
{\displaystyle \mathrm {AgF+H_{2}O\longrightarrow Ag^{+}(aq)+F^{-}(aq)} }
Die Bildungsenthalpie aus den Elementen (∆Hf) beträgt −204 kJ.

## Verwendung
Silber(I)-fluorid wird in der Analogfotografie angewendet, wobei Farbfilme mit dem besonders im UV-Bereich empfindlichen AgF beschichtet werden. Silber(I)-fluorid dient als mildes Fluoridierungsmittel für Elementhalogenide und bei der Herstellung von Organofluorverbindungen durch Addition von Fluor an Doppelbindungen. Als Beispiel sei die Anlagerung von AgF an Perfluoralkene in Acetonitril erwähnt, bei der Perfluoralkylsilber(I)-Verbindungen entstehen: R–CF=CF2 + AgF → R–(CF–CF3)Ag.
Auch bei der Behandlung von Karies wird AgF oder dessen Diamminkomplex unter dem Namen Saforide eingesetzt (siehe Weblinks).

## Sicherheitshinweise
Die Handhabung von Silber(I)-fluorid ist nicht ungefährlich, da es beispielsweise mit Silicium, Titan und Calciumhydrid unter starker Hitzeentwicklung reagiert. Bei Kontakt mit Bor und Natrium besteht sogar Explosionsgefahr. Des Weiteren wirkt es ätzend auf Augen und Haut bzw. bei Einatmung in die Lunge.